# Grand Prix Chin 2008
Wyniki Grand Prix Chin, siedemnastej rundy Mistrzostw Świata Formuły 1 w sezonie 2008.

## Wyniki

### Sesje treningowe
| Sesja | Nr | Kierowca       | Konstruktor      | Czas     | Okr. |
| ----- | -- | -------------- | ---------------- | -------- | ---- |
| 1     | 22 | Lewis Hamilton | McLaren-Mercedes | 1:35.630 | 23   |
| 2     | 22 | Lewis Hamilton | McLaren-Mercedes | 1:35.750 | 33   |
| 3     | 3  | Nick Heidfeld  | BMW Sauber       | 1:36.061 | 17   |

### Kwalifikacje
| Poz. | Nr | Kierowca             | Konstruktor         | Q1       | Q2       | Q3       | Poz. s. |
| --- | --- | -------------------- | ------------------- | -------- | -------- | -------- | ------- |
| 1 | 22 | Lewis Hamilton       | McLaren-Mercedes    | 1:35.566 | 1:34.947 | 1:36.303 | 1       |
| 2 | 1 | Kimi Räikkönen       | Ferrari             | 1:35.983 | 1:35.355 | 1:36.645 | 2       |
| 3 | 2 | Felipe Massa         | Ferrari             | 1:35.971 | 1:35.135 | 1:36.889 | 3       |
| 4 | 5 | Fernando Alonso      | Renault             | 1:35.769 | 1:35.461 | 1:36.927 | 4       |
| 5 | 23 | Heikki Kovalainen    | McLaren-Mercedes    | 1:35.623 | 1:35.216 | 1:36.930 | 5       |
| 6 | 10 | Mark Webber          | Red Bull-Renault    | 1:36.238 | 1:35.686 | 1:37.083 | 16      |
| 7 | 3 | Nick Heidfeld        | BMW Sauber          | 1:36.224 | 1:35.403 | 1:37.201 | 9       |
| 8 | 15 | Sebastian Vettel     | Toro Rosso-Ferrari  | 1:35.752 | 1:35.386 | 1:37.685 | 6       |
| 9 | 11 | Jarno Trulli         | Toyota              | 1:36.104 | 1:35.715 | 1:37.934 | 7       |
| 10 | 14 | Sébastien Bourdais   | Toro Rosso-Ferrari  | 1:36.239 | 1:35.478 | 1:38.885 | 8       |
| 11 | 6 | Nelson Piquet Jr.    | Renault             | 1:36.029 | 1:35.722 |          | 10      |
| 12 | 4 | Robert Kubica        | BMW Sauber          | 1:36.503 | 1:35.814 |          | 11      |
| 13 | 12 | Timo Glock           | Toyota              | 1:36.210 | 1:35.937 |          | 12      |
| 14 | 17 | Rubens Barrichello   | Honda               | 1:36.640 | 1:36.079 |          | 13      |
| 15 | 7 | Nico Rosberg         | Williams-Toyota     | 1:36.434 | 1:36.210 |          | 14      |
| 16 | 9 | David Coulthard      | Red Bull-Renault    | 1:36.731 |          |          | 15      |
| 17 | 8 | Kazuki Nakajima      | Williams-Toyota     | 1:36.863 |          |          | 17      |
| 18 | 16 | Jenson Button        | Honda               | 1:37.053 |          |          | 18      |
| 19 | 20 | Adrian Sutil         | Force India-Ferrari | 1:37.730 |          |          | 19      |
| 20 | 21 | Giancarlo Fisichella | Force India-Ferrari | 1:37.739 |          |          | 20      |
| Poz. | Nr | Kierowca             | Konstruktor         | Q1       | Q2       | Q3       | Poz. s. |
| \| Legenda \| Legenda \| \| ------------------------ \| ---------------------------------------------------------------------------------------------------------------------------------------------------------------------------------------------------------------------------------------------------------------- \| \| Poz. Nr Q1 Q2 Q3 Poz. s. \| Pozycja zajęta w sesji kwalifikacyjnej Numer startowy kierowcy Wynik uzyskany w pierwszej części kwalifikacji Wynik uzyskany w drugiej części kwalifikacji Wynik uzyskany w trzeciej części kwalifikacji Pozycja startowa po uwzględnięniu kar, przesunięć, itp. \| | |                      |                     |          |          |          |         |
| Legenda | |                      |                     |          |          |          |         |
| Poz. Nr Q1 Q2 Q3 Poz. s. | Pozycja zajęta w sesji kwalifikacyjnej Numer startowy kierowcy Wynik uzyskany w pierwszej części kwalifikacji Wynik uzyskany w drugiej części kwalifikacji Wynik uzyskany w trzeciej części kwalifikacji Pozycja startowa po uwzględnięniu kar, przesunięć, itp. |                      |                     |          |          |          |         |

### Wyścig

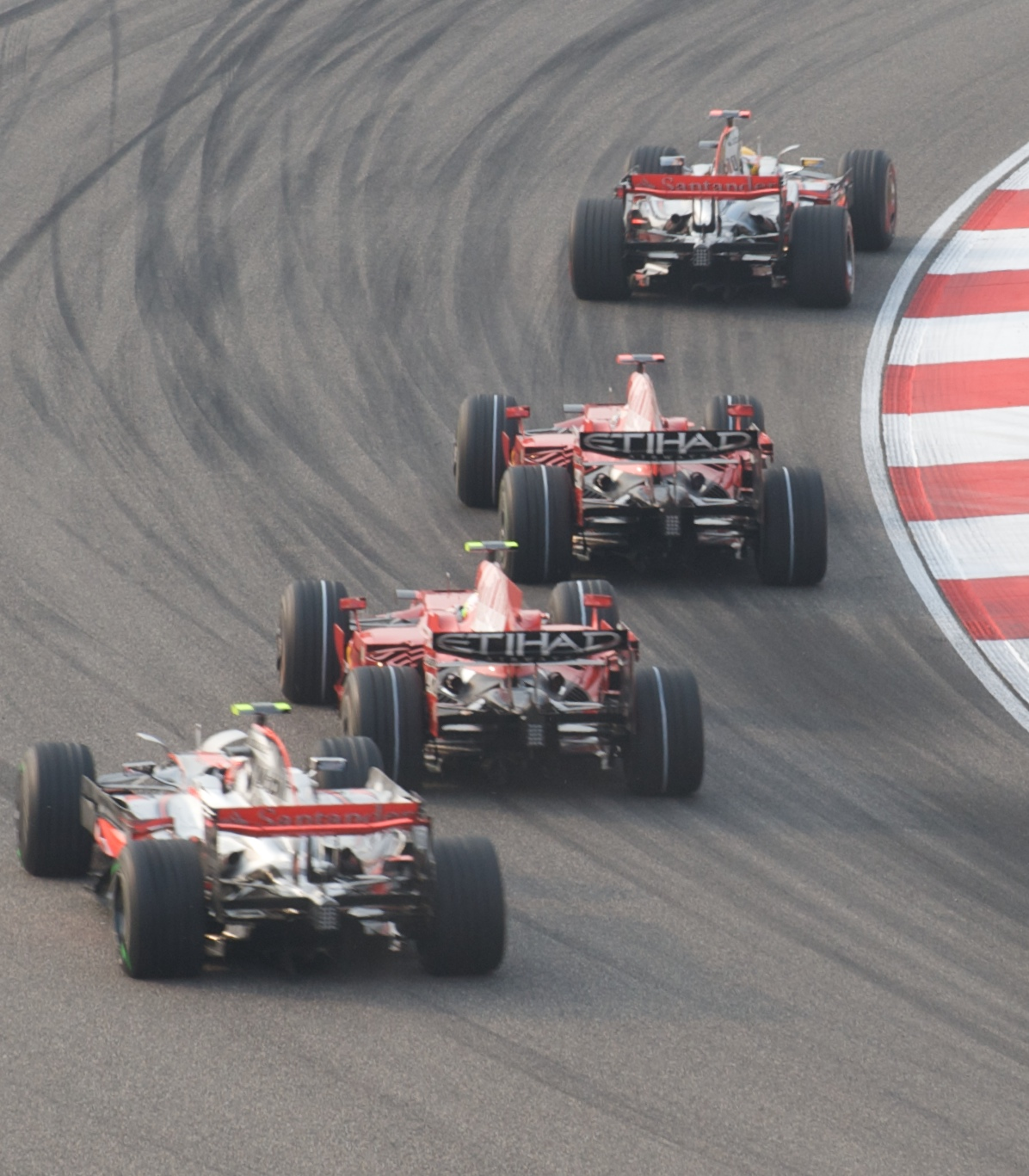
Kierowcy podczas pierwszego okrążenia wyścigu

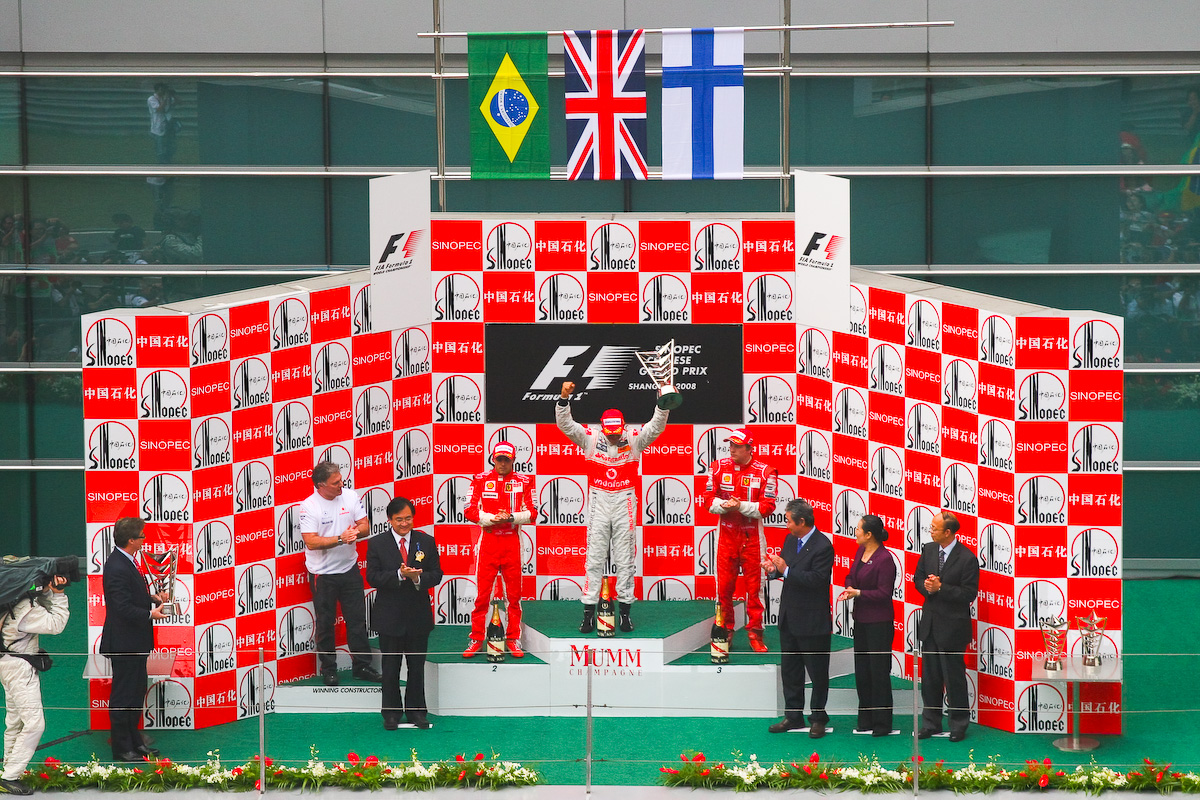
Felipe Massa, Lewis Hamilton i Kimi Räikkönen na podium po wyścigu

| P                 | + / –     | Nr | Kierowca             | Konstruktor         | Okr. | Czas / Strata | Komentarz                           |
| ----------------- | --------- | -- | -------------------- | ------------------- | ---- | ------------- | ----------------------------------- |
| 1                 | Bez zmian | 22 | Lewis Hamilton       | McLaren-Mercedes    | 56   | 1h31:57.403   |                                     |
| 2                 | 1         | 2  | Felipe Massa         | Ferrari             | 56   | +0:14.925     |                                     |
| 3                 | 1         | 1  | Kimi Räikkönen       | Ferrari             | 56   | +0:16.445     |                                     |
| 4                 | Bez zmian | 5  | Fernando Alonso      | Renault             | 56   | +0:18.370     |                                     |
| 5                 | 4         | 3  | Nick Heidfeld        | BMW Sauber          | 56   | +0:28.923     |                                     |
| 6                 | 5         | 4  | Robert Kubica        | BMW Sauber          | 56   | +0:33.219     |                                     |
| 7                 | 5         | 12 | Timo Glock           | Toyota              | 56   | +0:41.722     |                                     |
| 8                 | 2         | 6  | Nelson Piquet Jr.    | Renault             | 56   | +0:56.645     |                                     |
| 9                 | 3         | 15 | Sebastian Vettel     | Toro Rosso-Ferrari  | 56   | +1:04.339     |                                     |
| 10                | 5         | 9  | David Coulthard      | Red Bull-Renault    | 56   | +1:14.842     |                                     |
| 11                | 2         | 17 | Rubens Barrichello   | Honda               | 56   | +1:25.061     |                                     |
| 12                | 5         | 8  | Kazuki Nakajima      | Williams-Toyota     | 56   | +1:30.847     |                                     |
| 13                | 5         | 14 | Sébastien Bourdais   | Toro Rosso-Ferrari  | 56   | +1:31.457     |                                     |
| 14                | 2         | 10 | Mark Webber          | Red Bull-Renault    | 56   | +1:32.422     |                                     |
| 15                | 1         | 7  | Nico Rosberg         | Williams-Toyota     | 55   | +1 okr.       |                                     |
| 16                | 2         | 16 | Jenson Button        | Honda               | 55   | +1 okr.       |                                     |
| 17                | 3         | 21 | Giancarlo Fisichella | Force India-Ferrari | 55   | +1 okr.       |                                     |
| Niesklasyfikowani |           |    |                      |                     |      |               |                                     |
|                   |           | 23 | Heikki Kovalainen    | McLaren-Mercedes    | 49   |               | pneumatyka                          |
|                   |           | 20 | Adrian Sutil         | Force India-Ferrari | 13   |               | skrzynia biegów                     |
|                   |           | 11 | Jarno Trulli         | Toyota              | 2    |               | uszkodzenia po kolizji z Bourdaisem |
| P                 | + / –     | Nr | Kierowca             | Konstruktor         | Okr. | Czas / Strata | Komentarz                           |

### Najszybsze okrążenie
| Nr | Kierowca       | Konstruktor      | Czas     | Okr. |
| -- | -------------- | ---------------- | -------- | ---- |
| 22 | Lewis Hamilton | McLaren-Mercedes | 1:36.325 | 13   |

## Lista startowa
| Nr | Kierowca             | Zespół                    | Samochód           | Silnik                    | Opony |
| -- | -------------------- | ------------------------- | ------------------ | ------------------------- | ----- |
| 1  | Kimi Räikkönen       | Scuderia Ferrari Marlboro | Ferrari F2008      | Ferrari 056 2,4l V8       | B     |
| 2  | Felipe Massa         | Scuderia Ferrari Marlboro | Ferrari F2008      | Ferrari 056 2,4l V8       | B     |
| 3  | Nick Heidfeld        | BMW Sauber F1 Team        | BMW F1.08          | BMW P86/8 2,4l V8         | B     |
| 4  | Robert Kubica        | BMW Sauber F1 Team        | BMW F1.08          | BMW P86/8 2,4l V8         | B     |
| 5  | Fernando Alonso      | ING Renault F1 Team       | Renault R28        | Renault RS27-2008 2,4l V8 | B     |
| 6  | Nelson Piquet Jr.    | ING Renault F1 Team       | Renault R28        | Renault RS27-2008 2,4l V8 | B     |
| 7  | Nico Rosberg         | AT&T Williams F1 Team     | Williams FW30      | Toyota RVX-08 2,4l V8     | B     |
| 8  | Kazuki Nakajima      | AT&T Williams F1 Team     | Williams FW30      | Toyota RVX-08 2,4l V8     | B     |
| 9  | David Coulthard      | Red Bull Racing           | Red Bull RB4       | Renault RS27-2008 2,4l V8 | B     |
| 10 | Mark Webber          | Red Bull Racing           | Red Bull RB4       | Renault RS27-2008 2,4l V8 | B     |
| 11 | Jarno Trulli         | Panasonic Toyota Racing   | Toyota TF108       | Toyota RVX-08 2,4l V8     | B     |
| 12 | Timo Glock           | Panasonic Toyota Racing   | Toyota TF108       | Toyota RVX-08 2,4l V8     | B     |
| 14 | Sébastien Bourdais   | Scuderia Toro Rosso       | Toro Rosso STR02B  | Ferrari 056 2,4l V8       | B     |
| 15 | Sebastian Vettel     | Scuderia Toro Rosso       | Toro Rosso STR02B  | Ferrari 056 2,4l V8       | B     |
| 16 | Jenson Button        | Honda Racing F1 Team      | Honda RA108        | Honda RA808E 2,4l V8      | B     |
| 17 | Rubens Barrichello   | Honda Racing F1 Team      | Honda RA108        | Honda RA808E 2,4l V8      | B     |
| 20 | Adrian Sutil         | Force India F1 Team       | Force India VJM-01 | Ferrari 056 2,4l V8       | B     |
| 21 | Giancarlo Fisichella | Force India F1 Team       | Force India VJM-01 | Ferrari 056 2,4l V8       | B     |
| 22 | Lewis Hamilton       | Vodafone McLaren Mercedes | McLaren MP4-23     | Mercedes FO108V 2,4l V8   | B     |
| 23 | Heikki Kovalainen    | Vodafone McLaren Mercedes | McLaren MP4-23     | Mercedes FO108V 2,4l V8   | B     |
| Nr | Kierowca             | Zespół                    | Samochód           | Silnik                    | Opony |

## Klasyfikacja po wyścigu

### Kierowcy
| P  | +/− | Kierowca             | Starty | Punkty | P1 | P2 | P3 | PP | NO | NS |
| -- | --- | -------------------- | ------ | ------ | -- | -- | -- | -- | -- | -- |
| 1  | 0   | Lewis Hamilton       | 17     | 94     | 5  | 2  | 3  | 7  | 1  | 1  |
| 2  | 0   | Felipe Massa         | 17     | 87     | 5  | 2  | 2  | 5  | 2  | 2  |
| 3  | 0   | Robert Kubica        | 17     | 75     | 1  | 3  | 3  | 1  | -  | 2  |
| 4  | 0   | Kimi Räikkönen       | 17     | 69     | 2  | 2  | 4  | 2  | 10 | 2  |
| 5  | 0   | Nick Heidfeld        | 17     | 60     | -  | 4  | -  | -  | 2  | -  |
| 6  | +1  | Fernando Alonso      | 17     | 53     | 2  | -  | -  | -  | -  | 3  |
| 7  | −1  | Heikki Kovalainen    | 17     | 51     | 1  | 1  | 1  | 1  | 2  | 3  |
| 8  | 0   | Sebastian Vettel     | 17     | 30     | 1  | -  | -  | 1  | -  | 6  |
| 9  | 0   | Jarno Trulli         | 17     | 30     | -  | -  | 1  | -  | -  | 3  |
| 10 | +1  | Timo Glock           | 17     | 22     | -  | 1  | -  | -  | -  | 4  |
| 11 | −1  | Mark Webber          | 17     | 21     | -  | -  | -  | -  | -  | 3  |
| 12 | 0   | Nelson Piquet Jr.    | 17     | 19     | -  | 1  | -  | -  | -  | 8  |
| 13 | 0   | Nico Rosberg         | 17     | 17     | -  | 1  | 1  | -  | -  | 2  |
| 14 | 0   | Rubens Barrichello   | 17     | 11     | -  | -  | 1  | -  | -  | 5  |
| 15 | 0   | Kazuki Nakajima      | 17     | 9      | -  | -  | -  | -  | -  | 2  |
| 16 | 0   | David Coulthard      | 17     | 8      | -  | -  | 1  | -  | -  | 4  |
| 17 | 0   | Sébastien Bourdais   | 17     | 4      | -  | -  | -  | -  | -  | 4  |
| 18 | 0   | Jenson Button        | 17     | 3      | -  | -  | -  | -  | -  | 4  |
| 19 | 0   | Giancarlo Fisichella | 17     | -      | -  | -  | -  | -  | -  | 7  |
| 20 | 0   | Adrian Sutil         | 17     | -      | -  | -  | -  | -  | -  | 11 |
| 21 | 0   | Takuma Satō          | 4      | -      | -  | -  | -  | -  | -  | 1  |
| 22 | 0   | Anthony Davidson     | 4      | -      | -  | -  | -  | -  | -  | 2  |
| P  | +/− | Kierowca             | Starty | Punkty | P1 | P2 | P3 | PP | NO | NS |

### Konstruktorzy
| P  | +/− | Konstruktor         | Starty | Punkty | P1 | P2 | P3 | PP | NO | NS |
| -- | --- | ------------------- | ------ | ------ | -- | -- | -- | -- | -- | -- |
| 1  | 0   | Ferrari             | 34     | 156    | 7  | 4  | 6  | 7  | 12 | 4  |
| 2  | 0   | McLaren-Mercedes    | 34     | 145    | 6  | 3  | 4  | 8  | 3  | 4  |
| 3  | 0   | BMW Sauber          | 34     | 135    | 1  | 7  | 3  | 1  | 2  | 2  |
| 4  | 0   | Renault             | 34     | 72     | 2  | 1  | -  | -  | -  | 11 |
| 5  | 0   | Toyota F1           | 34     | 52     | -  | 1  | 1  | -  | -  | 7  |
| 6  | 0   | Toro Rosso-Ferrari  | 34     | 34     | 1  | -  | -  | 1  | -  | 10 |
| 7  | 0   | Red Bull-Renault    | 34     | 29     | -  | -  | 1  | -  | -  | 7  |
| 8  | 0   | Williams-Toyota     | 34     | 26     | -  | 1  | 1  | -  | -  | 4  |
| 9  | 0   | Honda               | 34     | 14     | -  | -  | 1  | -  | -  | 9  |
| 10 | 0   | Force India-Ferrari | 34     | -      | -  | -  | -  | -  | -  | 18 |
| 11 | 0   | Super Aguri-Honda   | 8      | -      | -  | -  | -  | -  | -  | 3  |
| P  | +/− | Konstruktor         | Starty | Punkty | P1 | P2 | P3 | PP | NO | NS |

## Prowadzenie w wyścigu
| Nr                              | Kierowca          | Okrążenia   | Suma |
| ------------------------------- | ----------------- | ----------- | ---- |
| 22                              | Lewis Hamilton    | 1-15, 19-56 | 53   |
| 23                              | Heikki Kovalainen | 16-18       | 3    |
| \| Wykres \| \| ------ \| \| \| |                   |             |      |
| Wykres                          |                   |             |      |
|                                 |                   |             |      |